# Алкей
Вижте пояснителната страница за други личности с името Алкей.
Алкей (на старогръцки: Ἀλκαῖος) от Митилини, главния град на остров Лесбос, е древногръцки лирически поет. Днес са оцелели само отделни фрагменти от 10-те тома негови стихове, но в древността той е високо ценен. През елинистичния период Алкей е включен в списъка на „Деветимата лирични поети“.
Алкей произлиза от аристократичен род. Той участва активно в политическия живот на родния си град. Заедно с Питак участва в свалянето на първия тиран на Митилини – Меланхър, като през 600 г. пр.н.е. се сражава срещу Атина при Сигей. Там загубва щита си и описва случката в стихове. По-късно, след неуспешен опит за преврат срещу втория тиран – Мирсилий, Алкей е изпратен в изгнание и се завръща едва след смъртта на Мирсилий.
Поетът пише за всичко онова, което го вълнува – политика, природа, любов, вино. Според него човек трябва да извлича удоволствие от всяка една ситуация. Посвещава химни в чест на боговете и най-вече на Дионис. Негови са химните „Към Хермес“ и „Към Диоскурите“, от които са запазени някои откъси. За химна „Към Аполон“ черпим информация от преразказа му в проза, създаден от оратора Химерий. Алкей разработва и народни песни, като пише и свои, най-вече по повод народни празненства.
Произведенията му са на родния еолийски диалект, а езикът му е примесен с форми, характерни за Омир. Разнообразието от теми хармонира с разнообразието от метрика, за която поетът е особено ценѐн. Използва голяма и малка асклепиадова строфа и сапфическа строфа. Смята се, че той въвежда т.нар. алкеева строфа, която се състои от четири стиха. Първите два съдържат по единадесет срички, третият – десет, а четвъртият – девет. Съставена е от различни метрически стъпки.
В творбите си Алкей остро напада не само укрепилия се на власт тиран, но и всички останали управници. Известно време пребивава в Египет и вероятно посещава Тракия и Лидия. През Античността произведенията му са високо ценени, редактирани и издадени в 10 тома от александрийските философи Аристофан от Бизантион и Аристарх Самотракийски. Предполага се, че са били подредени по теми. До днес са запазени наименованията на групи стихове като „Бунтарски песни“, „Песни за пиршества“, „Химни“.
Алкей е сънародник и по-възрастен съвременник на Сафо, а според някои твърдения – и неин любовник. Той не остава безразличен както към личността, така и към поезията ѝ. Свидетелство за това са някои запазени фрагменти, за които се смята, че са част от поетическа преписка между двамата.
Последният сигурен факт за живота на Алкей е завръщането му в Родината през около 580 г. пр.н.е.